# Język juǀʼhoan
Język juǀʼhoan (inne warianty nazwy: Zhuǀʼhõasi, Dzuǀʼoasi, Zû-ǀhoa, JuǀʼHoansi) – jeden z języków Buszmenów (Saan) należących do fyli khoisan, używany w Botswanie i Namibii przez kilka tysięcy osób. Rozróżnia się cztery główne dialekty: epukiro, tsumkwe, rundu i omatako.

## Fonetyka
Juǀʼhoan należy do języków tonalnych, posiada 4 tony. Inną charakterystyczną cechą, podobnie jak w innych językach khoisan są liczne mlaski. Jeden z mlasków występuje także w samej nazwie języka – oznaczony jest pionową kreseczką.

## Obecność w mediach
Film komediowy Bogowie muszą być szaleni został nakręcony częściowo w języku juǀʼhoan.